# 진상초등학교
진상초등학교는 대한민국 전라남도 광양시 진상면 섬거리에 있는 공립 초등학교이다.

## 학교 연혁
- 1919년 11월 16일 설립인가
- 1920년 9월 30일 섬거공립보통학교 개교
- 1938년 4월 1일 진상공립심상소학교로 개칭
- 1941년 4월 1일 진상공립국민학교로 개칭
- 1996년 3월 1일 진상초등학교 개칭
- 2000년 3월 1일 황죽분교장 편입
- 2017년 3월 1일 황죽분교장 통폐합
- 2018년 9월 1일 제26대 문홍선 교장 부임
- 2021년 2월 9일 제98회 졸업(8,519명)

## 참고 자료
- 진상초등학교 - 한국교육학술정보원 학교알리미